# 星河站
星河站位于中华人民共和国四川省成都市金牛区，目前为成都地铁6号线的一座车站。本站于2020年12月18日随成都地铁6号线开通而启用。本站在规划阶段曾用名“长宁路站”。

## 车站结构

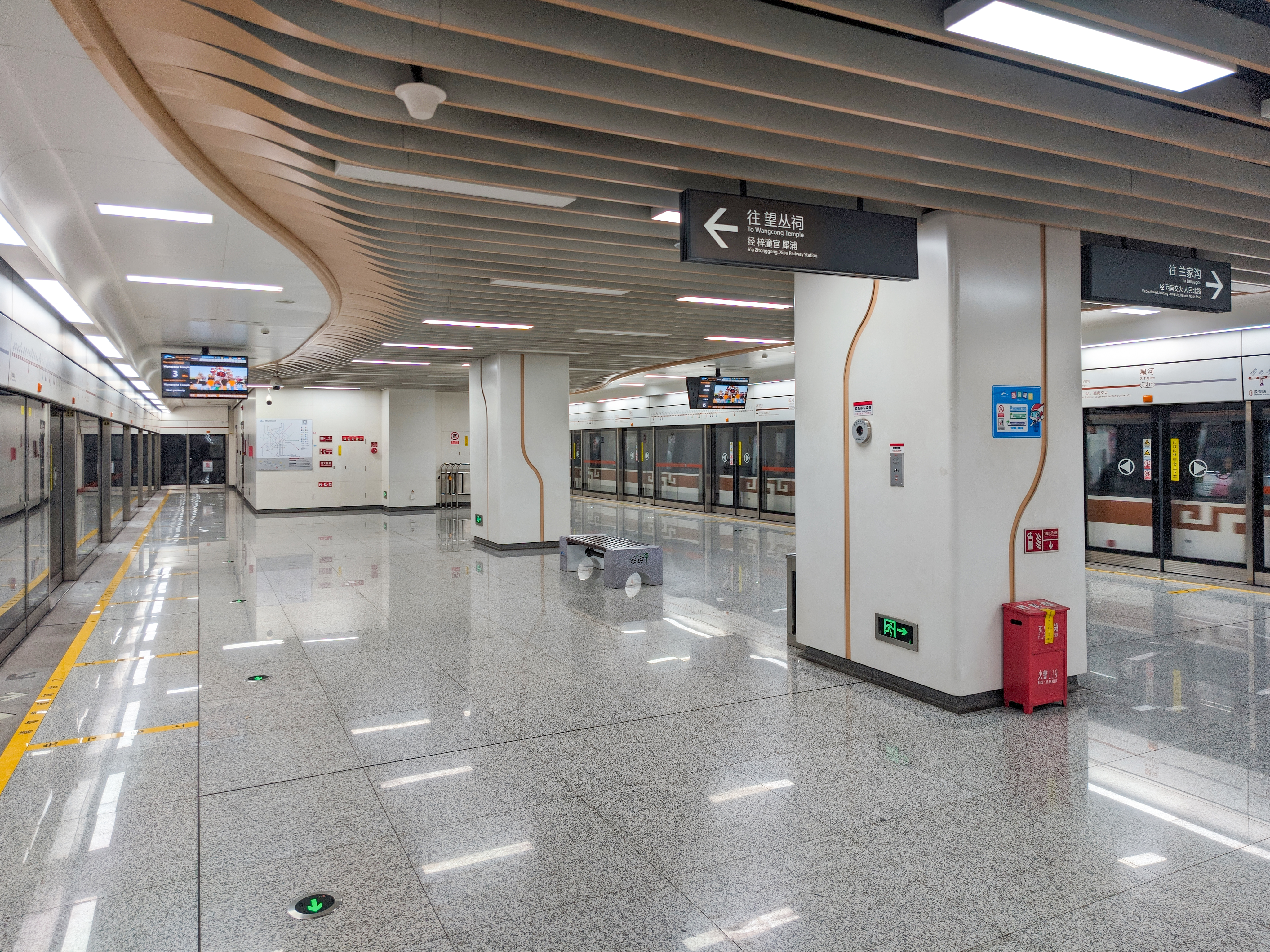
站台
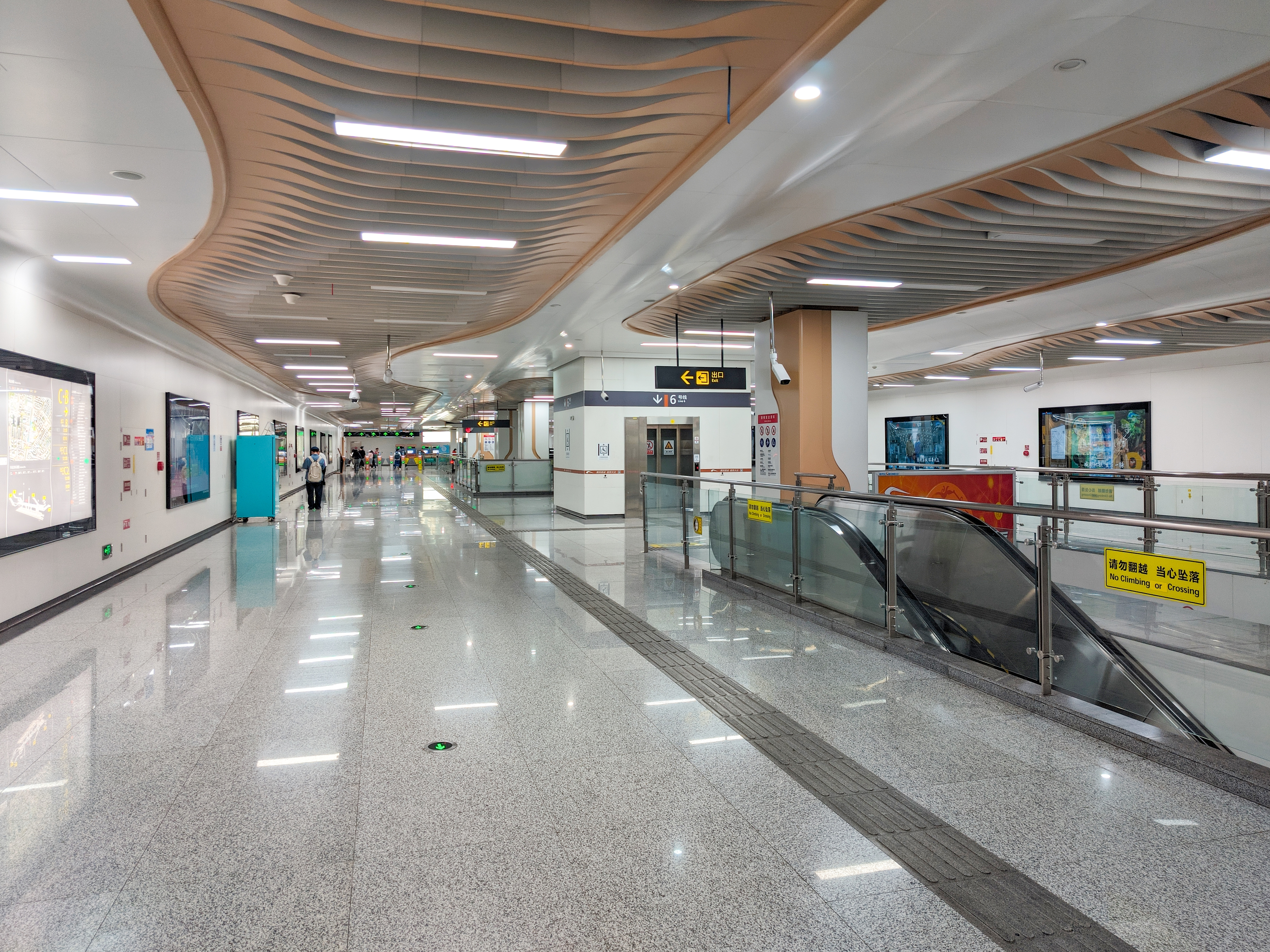
站厅

星河站为地下二层12米宽岛式站台车站。
| 地面              | 0    | 出口A–D                                                                                               |
| 地下一层          | 站厅 | 自助购票 客服中心                                                                                     |
| 地下二层          | 站台 | \| \| \| 6号线往望丛祠（金府） \| \| 島式 · 開左邊车门 \| \| \| \| \| \| 6号线往兰家沟（西南交大） \| |
|                   |      | 6号线往望丛祠（金府）                                                                                 |
| 島式 · 開左邊车门 |      | |
|                   |      | 6号线往兰家沟（西南交大）                                                                             |

- 站台
- 站厅

## 出入口
本站目前开放5个出入口，D出口附近设有金牛凯德广场的连通口。
|              |                                |                                          |      |
| 编号         | 设施                           | 指示                                     | 照片 |
|              |                                | 中环路一品天下大街段、交大路、长庆东一路 |      |
| 出口 · B     |                                | 交大路、银沙街                           |      |
| 出口 · C · 1 |                                | 交大路                                   |      |
| 出口 · C · 2 |                                | 交大路、交桂路、星辰路                   |      |
| 出口 · D     | 无障碍电梯 无障碍卫生间 哺乳室 | 交大路、星辰西二街                       |      |